# Robert M. Thorndike
Pour les articles homonymes, voir Thorndike.
Robert M. Thorndike, né le 2 mars 1943, est un psychologue et professeur de psychologie américain, spécialiste de  psychométrie.

## Biographie
Il obtient une licence de psychologie à l'Université Wesleyenne (1965) et son doctorat en psychologie à l'université du Minnesota en 1970. Il a enseigné à l'université Western Washington à partir de 1970. 
Il est membre de la Division 5 de l'Association américaine de psychologie (APA). En 1994, il est l'un des 52 signataires de l'éditorial « Mainstream Science on Intelligence » publié par Linda Gottfredson dans le Wall Street Journal, qui soulignait le consensus parmi les chercheurs scientifiques sur les questions controversées liées à la race et à l'intelligence, à la suite de la publication de l'ouvrage The Bell Curve.

## Vie privée
Il est le fils du psychologue Robert L. Thorndike, et le petit-fils du psychologue Edward Lee Thorndike.

## Publications
- Cross-Cultural Research Methods, avec R.W. Brislin & W.J. Lonner, New York: Wiley-Interscience, 1973.
- Correlational Procedures for Research, New York: Gardner Press, 1978.
- Data Collection and Analysis: Basic Statistics, New York: Gardner Press, 1982.
- A Century of ability testing, avec D. Lohman, Chicago: The Riverside Publishing Company, 1990.
- Measurement and evaluation in psychology and education, New York: Macmillan (7e éd.), 2005.
- Introductory statistics for psychology and education, avec D. L. Dinnel, Upper Saddle River, NJ: Prentice Hall, 2001.